# Gabriello Ferrantini
Gabriello Ferrantini (fl. XVII secolo) è stato un pittore italiano del periodo barocco attivo principalmente a Bologna fra il tardo XVI secolo e i primi anni del XVII.
Fu allievo dei pittori Denijs Calvaert e Francesco Gessi. Fra i suoi allievi vi furono Matteo Borbone e Angelo Michele Colonna.